# Òxid de potassi
L'òxid de potassi, K₂O, és un compost inorgànic iònic format per cations potassi, K+, i anions òxid, O2–. Es presenta en forma de cristalls grisos. La seva estructura cristal·lina és cúbica, tipus antifluorita, on els cations K+ petits ocupen el lloc dels anions fluorur petits en la fluorita i els anions òxid ocupen el lloc dels cations Ca2+. És deliqüescent per la qual cosa absorbeix la humitat de l'aire i s'hi dissol.

## Preparació
- L'òxid de potassi es produeix mitjançant la reacció d'oxidació del potassi metall amb oxigen. En un primer lloc s'obté el peròxid de potassi, K₂O₂, per la qual cosa es tracta amb posterioritat amb potassi metall per aconseguir definitivament l'òxid:

 2K + O₂ → K₂O₂
K₂O₂ + 2 K → 2 K₂O
- També es pot obtenir mitjançant tractament del nitrat de potassi amb potassi:

2KNO₃ + 10K → 6K₂O + N₂

## Reaccions[1]
- L'òxid de potassi reacciona ràpidament amb aigua produint l'hidròxid de potassi:

K₂O + H₂O → 2KOH
- Amb els àcids reacciona de forma molt fàcil, per exemple amb l'àcid clorhídric produeix el clorur de potassi i aigua:

K₂O + 2HCl → 2KCl + H₂O

## Aplicacions
- L'òxid de potassi s'empra en la producció de diferents tipus de vidres, juntament amb l'òxid de sodi actua com a fundent: en el vidre amb plom substitueix a una part important de l'òxid de sodi, component més habitual dels vidres. En el vidre de borosilicat s'hi mescla en petites quantitats (8%).[2]

- La fórmula K₂O s'empra per a quantificar la quantitat de potassi en els fertilitzants N-P-K. Tanmateix no s'empra òxid de potassi en la producció de fertilitzant essent les fonts de potassi el clorur de potassi, el sulfat de potassi o el carbonat de potassi.